# Morava
Morava je naselje v občini Kočevje.